# .um
.umはかつてアメリカ領太平洋諸島に割り当てられていた国別コードトップレベルドメイン（ccTLD）。当時、このドメインはUnited States Minor Outlying Islands Registryによって管理されていた。
1997年より導入され、当初は第三レベル以上での登録のみだったが、2002年4月からは第二レベルドメインの登録も認められるようになった。しかし2007年1月、ICANNは、ドメインが全くといっていいほど使われず、南カリフォルニア大学情報科学研究所が管理責任を放棄したいと申し出たこともあり、.umを廃止することを決定。2008年4月20日にはルートサーバーから削除された。このため、以降は.umレジストリのサイトは稼動していないほか、Googleで.umドメインのサイトを検索しても、ひとつもヒットしない。

## 註
1. ↑  Jesdanun, Anick (2007年1月24日). “Unused Domain Name for U.S. Isles Gone”. MSNBC (reprint from the Associated Press) 2007年3月7日閲覧。